# Sad Machine
"Sad Machine" é uma canção gravada pelo produtor musical estadunidense de música eletrônica Porter Robinson, lançada no dia 13 de maio de 2014 como o segundo single de seu álbum de estreia, Worlds (2014).

## Composição
"Eu apenas pensei que a noção de um dueto entre um humano e um robô era algo muito bonito e tocante para mim. E essa vibe realmente evocou todo o sentimento de fantasia, ficção e escapismo que eu queria que o álbum tivesse."

 — Robinson em entrevista à Cuepoint.
Sad Machine foi a última música que Robinson escreveu para seu primeiro álbum de estúdio, Worlds. Robinson descreveu o tom da música como "Frágil e vulnerável [...] mas melancólico e nostálgico". Ele também afirmou que a música é uma de suas favoritas no álbum. A faixa é de 88,5 batidas por minuto, metade de 177, a última das quais Robinson quis insinuar com o sintetizador principal no início da música. Ele afirmou que desejava que o ouvinte antecipasse uma batida de drum and bass e fosse pego de surpresa quando a música revelasse seu ritmo real.
A faixa usa a voz do software Vocaloid, Avanna. Os vocais masculinos na faixa são fornecidos pelo próprio Robinson. Esta faixa também marca a primeira das faixas de Robinson em que ele usa seus próprios vocais. No passado, ele havia fornecido backing vocals para o single de Zedd "Clarity". Quando perguntado sobre cantar a música durante sua nova apresentação ao vivo Worlds Tour, Robinson afirmou: "Eu só vou estar vivo por tanto tempo, e eu tenho uma música em que estou cantando, e vou tocar essa música ao vivo e por que diabos eu não deveria cantá-la? Eu vou fazer isso. Eu quero cantar. Parecia a chamada certa para a música, e espero que a chamada certa para o show, também."

## Paradas musicais
| Parada (2014)                                     | Posição de pico |
| ------------------------------------------------- | --------------- |
| Estados Unidos (Billboard Dance/Electronic Songs) | 29              |

## Certificações
| Região                                              | Certificação | Vendas   |
| --------------------------------------------------- | ------------ | -------- |
| Estados Unidos (RIAA)                               | Ouro         | 500,000^ |
| ^números de vendas baseados somente na certificação |              |          |

## Histórico de lançamentos
| Versão            | Região | Data                  | Formatos                   | Gravadora   |
| ----------------- | ------ | --------------------- | -------------------------- | ----------- |
| Original          | Mundo  | 18 de julho de 2014   | Digital download streaming | Astralwerks |
| Deon Custom Remix | Mundo  | 15 de outubro de 2015 | Digital download streaming | Astralwerks |